# 基瓦多毛怪
基瓦多毛怪（學名：Kiwa hirsuta），又稱基瓦雪人蟹，是一种2005年发现于南太平洋深海中的甲壳亚门软甲纲十足目抱卵亚目异尾下目动物，该生物无论从形态生物学还是分子生物学的角度出发均无法分入当时存在的任何科或属中，因此暂独自构成同名的科和属，直到後來科學家在南極發現一種可歸入同科同屬的新物種雪人蟹（Kiwa puravida）。
基瓦多毛怪體長約15公分，滿布在其胸足上絲般的金色剛毛是其特色，因此被稱為「多毛怪」。

## 特徵
该生物发现于复活节岛以南1500公里的太平洋海底，当地水深2200米。其眼睛已极度退化，两鳌向头部前方延伸，并长绒毛，绒毛中富含细菌。基瓦多毛怪据信是杂食性，食物包括藻类和虾，但是也有人认为其鳌部绒毛中的细菌可以通过化能合成作用为其提供一定的营养。

## 語源
“基瓦多毛怪”這個名由两个部分组成，基瓦(Kiwa)是毛利人崇拜的男性海神之一，多毛怪则特指其多毛的体质，而拉丁語的就有這個意思。

## 外部連結
- 法科学家发现深海怪物 不伦不类种属难定